# Работна седмица и уикенд
Работната седмица и уикенд (т.е. почивните дни на седмицата, съставна дума от двете английски думи week – седмица и end – край; буквално – край на седмицата) – това са взаимно допълващи се части на седемдневната седмица, посветени съответно на труд и почивка. В по-голямата част от западния свят, се работи от понеделник до петък (делнични дни), а събота и неделя са уикенд (почивни дни).
В някои християнски традиции, неделя е ден за почивка и поклонение. Еврейският Шабат или библейската събота трае от залез слънце в петък до пълната тъмнина след залеза в събота, в резултат на това почивни дни в Израел са петък–събота. Според исляма петък е празничен ден, затова в някои мюсюлмански държави, уикенд са четвъртък-петък или петък–събота, но в последно време много от тези страни го изместват от четвъртък–петък в петък–събота или събота–неделя.
За християнството неделя е почивен ден, защото се отбелязва Възкресението Христово, но и предишният ден – събота (еврейският Шабат) е приет като почивен през ХХ век. 
Повечето страни са приели два дни за уикенд, но дните за уикенд се различават в зависимост от религиозната традиция, т.е. или четвъртък-петък, петък–събота или събота–неделя, като последната вечер след работа преди уикенда често се разглежда като част от него.

## История
Седемдневен цикъл независещ от фазите на Луната с определен ден за почивка, вероятно за пръв път е практикуван от юдеите, датиран от 6 век пр. Хр.
В Древен Рим на всеки осем дни е имало нундини (nundinae). Това било пазарен ден, през който децата са били освободени от училище, а плебсът преставал да работи на полето и отивал в града, за да продава продукцията си.
Френският революционен календар е имал десетдневни седмици наречени декади (décades) и позволявал десетият (décadi) като свободен.
При култури с четиридневна работна седмица трите почивни дни отбелязват основните световни религии: петък (ислям), събота (юдейство) и неделя (християнство).
Концепцията за край на работната седмица (уикенд) за първи път се е появил в индустриалния север на Англия в началото на XIX век и първоначално е била доброволно споразумение между собственици на предприятия и работници, което позволява в събота след 2 часа следобед да се освобождават служителите, за да бъдат на разположение за работа свежи и отпочинали на сутринта в понеделник. Оксфордският английски речник проследява използването за първи път на термина weekend (уикенд) до британското списание Notes and Queries през 1879 г.
През 1908 г. първата петдневна работна седмица в Съединените щати е установена в памучна фабрика в Нова Англия, за да може еврейските работници да отбелязват Шабат от залез слънце в петък до залез слънце в събота. През 1926 г. Хенри Форд въвежда петдневна работна седмица в своите автомобилни фабрики, вместо дотогавашната шестдневна, като освобождавал работниците за цялата събота и неделя без намаление в заплащането. Синдикатът на обединените работници в текстилната промишленост на Америка е първият, който изисква и успешно получава петдневна работна седмица през 1929 година. Това се приема бавно в останалите Съединени щати, като двудневният уикенд е приложен на национално ниво чак през 1940 г., когато президентът Рузвелт подписва разпоредба, определяща максимална 40-часова работна седмица (Fair Labor Standards Act от 1938 г.).
През следващите десетилетия, особено през 40-те, 50-те и 60-те години на XX век, все по-голям брой държави приемат петък-събота или събота-неделя за почивни дни, за да се хармонизират с международните пазари. Серия от реформи на работната седмица в средата на 2000-те и началото на 2010-те вкара голяма част от арабския свят в синхрон с повечето страни по света по отношение на работно време, продължителност на работната седмица и дни за уикенд. Понастоящем Международната организация на труда (МОТ) определя работната седмица, надвишаваща 48 часа, като прекомерна. Проучване на МОТ от 2007 г. установява, че най-малко 614,2 милиона души по целия свят са работили прекомерно.

### Европейски съюз
В Европа стандартната работна седмица започва в понеделник и завършва в събота. В Ирландия, Италия, Финландия, Швеция, Холандия и бившите социалистически държави в неделя работят големите търговски центрове (молове). В някои страни (например Германия) има закони, регулиращи часовете за пазаруване. С някои изключения магазините трябва да бъдат затворени в неделя и ежедневно от полунощ до ранните сутрешни часове.

### Прекъсната работна седмица
Бруней има прекъсната работна седмица от понеделник до четвъртък плюс събота. Дните на почивка са петък и неделя.
Някои неправителствени компании в Бруней приемат работна седмица от понеделник до петък, с уикенд събота и неделя. В зависимост от правилата на компанията служителите могат да бъдат задължени да работят и половин ден в събота.